# SMT Goupil 3
SMT Goupil 3 (Goupil 3) је био професионални рачунар фирме SMT који је почео да се производи у Француској од 1983. године.
Користио је Zilog Z80 A / Motorola MC6809 / Intel 8088 као микропроцесор. РАМ меморија рачунара је имала капацитет од 64 KB (до 1 MB). 
Као оперативни систем кориштен је FLEX, CP/M, CP/M 86 или MSDOS.

## Детаљни подаци
Детаљнији подаци о рачунару Goupil 3 су дати у табели испод.
|                       | |
| [ 1 ]                 | |
| Произвођач            | |
| Тип                   | професионални рачунар                                                                               |
| Меморија              | 64 (до 1 MB)                                                                                        |
| Поријекло             | Француска                                                                                           |
| Година                | 1983                                                                                                |
| Тастатура             | Тастатура са пуним помаком тастера, са нумеричком тастатуром, едит тастери и 12 функцијских тастера |
| Процесор              | 8088                                                                                                |
| Фреквенција процесора | 4 (Z80) / 2 (6809) / 4 (8088)                                                                       |
| RAM                   | 64 (до 1 MB)                                                                                        |
| ROM                   | 40 (Basic) + 4 (Bootstrap 6809)                                                                     |
| Текст                 | 25 x 80                                                                                             |
| Графика               | none (опциони 512 x 256)                                                                            |
| Боја                  | црно и зелено, (опционо 8 боја)                                                                     |
| Звук                  | непознато                                                                                           |
| Димензије             | непознато                                                                                           |
| Портови               | |
| Оперативни систем     | |